# الذكرى السنوية للوفاة

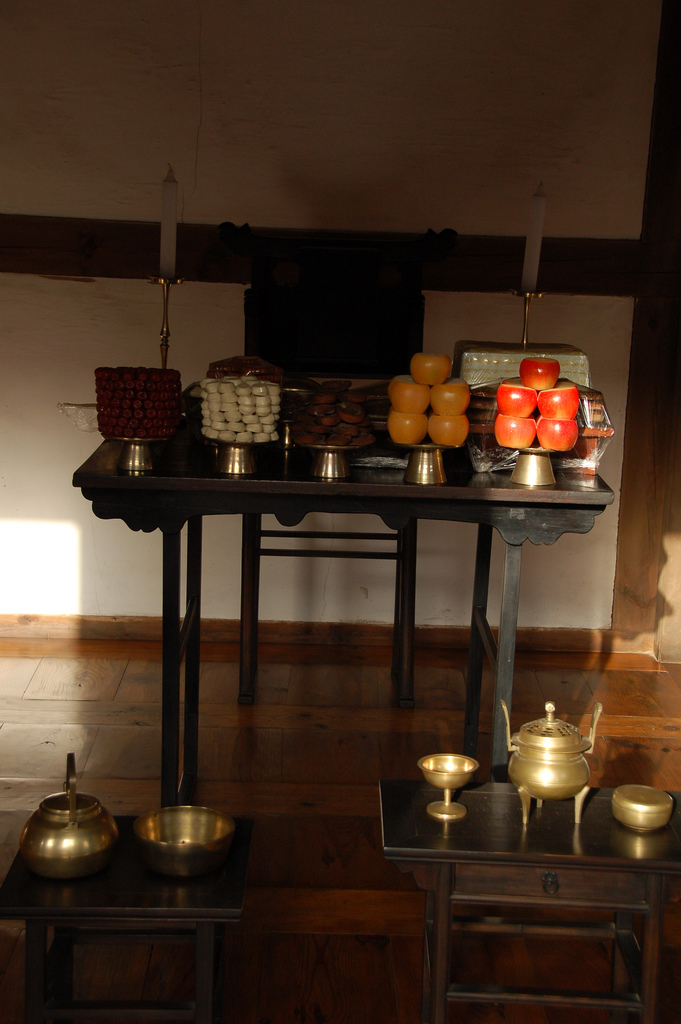

الذكرى السنوية للوفاة هي الذكرى السنوية لوفاة شخص. إنها بعكس عيد الميلاد. إنها عادة في العديد من الثقافات الآسيوية، بما في ذلك أرمينيا وكمبوديا والصين وجورجيا وهونج كونج وتايوان والهند وميانمار وإيران واليابان وبنغلاديش وكوريا ونيبال وباكستان والفلبين وروسيا وروسيا البيضاء وفيتنام، وكذلك في أماكن أخرى بها عدد كبير من السكان الصينيين واليابانيين واليهود والكوريين والفيتناميين في الخارج، وتكون للاحتفال بالذكرى السنوية التي وفاة أحد أفراد الأسرة أو فرد مهم آخر، وهناك أيضًا خدمات تذكارية مماثلة تقام على فترات مختلفة (مثلا كل أسبوع).
على الرغم من أن هذا التقليد كان في المقام الأول مظهرًا من مظاهر تبجيل الأموات، فقد ارتبط هذا التقليد أيضًا بالكونفوشيوسية والبوذية (في الحضارات الثقافية في شرق آسيا) أو الهندوسية (جنوب آسيا ولكن بشكل رئيسي في الهند). في اليهودية (ديانة الأغلبية في إسرائيل)، يُطلق على هذا الاحتفال اسم yahrtzeit (من بين مصطلحات أخرى). وكجزء من التقاليد الكاثوليكية الرومانية يتم أيضا الاحتفال بالقداس في ذكرى وفاة أحد الأفراد للعائلة.

## حسب الثقافة

### الصين
في الصين، تسمى ذكرى الموت 忌日 . يعود هذا النوع من الحفل إلى آلاف السنين في الصين (على الأقل إلى عهد أسرة شانغ)

### شبه القارة الهندية
في نيبال والهند، تُعرف الذكرى السنوية للموت باسم «الشراده» . يُطلق على ذكرى الوفاة الأولى اسم «البارسي» ، من كلمة «باراس» ، بمعنى السنة باللغتين النيبالية والهندية.
مصطلح الشراده  يعني العطاء بتفان أو تقديم الاحترام. الشراد Shraadh هو من طقوس التعبير عن مشاعر المرء لاحترام للأجداد. وفقًا للنصوص النيبالية والهندية، يجب أن تتجول الروح في العوالم المختلفة بعد الموت ويجب أن تعاني كثيرًا بسبب أعماله السابقة في الحياة. الشراد هو وسيلة لتخفيف هذه المعاناة.

### اليابان
في اليابان، تسمى ذكرى الموت meinichi ‎ (命日) ، kishin ‎ (忌辰) أو kijitsu/kinichi ‎ (忌日) . وتعرف الاحتفالات الشهرية للوفاة باسم tsuki meinichi ‎ (月命日) ، في حين أن الذكرى السنوية السنوية تعرف باسم shōtsuki meinichi ‎ (祥月命日) .

### اليهودية
يقوم اليهود المتدينين بطقوس yahrtzeit ((باليديشية: יאָרצײַט)‏ لاحياء ذكرى وفاة الوالدين أو الأشقاء أو الأزواج أو الأطفال  وفقًا للتقويم العبري. الاحتفال الرئيسي ينطوي على تلاوة صلاة كاديش ، وهناك عادة تمارس على نطاق واسع تتمثل في إشعال شمعة خاصة تحترق لمدة 24 ساعة، تسمى شمعة يهرزيت.

### كوريا
في كوريا، يشار إلى مراسم تبجيل الأموات بالمصطلح العام jerye (제례). من الأمثلة البارزة على ذلك كل من jerye : Munmyo jerye و Jongmyo jerye ، اللذان يتم تقديمهما دوريًا كل عام للعلماء الكونفوشيوسية الموقرين وملوك العصور القديمة، على التوالي.

### الفلبين
في الفلبين، الجنازة ليست سوى جزء واحد من تقليد الحداد، وبعد مدة تسعة أيام من حدوث الجنازة تقام الصلوات التساعية (من طقوس الفلبين) في ممارسة تسمى pasiyam (على الرغم من أن البعض يبدأ ممارستها من ليلة الوفاة). ومن المعتاد أيضًا القيام بها مرة أخرى في اليوم الأربعين بعد الموت، حيث يُعتقد تقليديًا أن أرواح الموتى تجوب الأرض لمدة أربعين يومًا.
ثم بعد سنة واحدة من الوفاة، يتم إحياء الذكرى السنوية الأولى للوفاة (تسمى بالتاغالوغية «بابانغ لوكسا»، والتي تعني حرفيًا «تخفيض الحداد») بعد احياء الذكرى بابانغ لوكسا ، يمكن لزوجة المتوفى الزواج مرة أخرى، ويمكن للأسرة مرة أخرى إقامة احتفالات عيد الميلاد وحضور الحفلات. كما سيتم حرق المقتنيات المتنوعة والتي ليس لها قيمة للمتوفى بشكل رمزي لتمثيل المشيعين القادرين على المضي قدمًا في حياتهم. يتم إحياء ذكرى بابانغ لوكسا عادة مع تقديم وجبة طعام واقامة صلوات تسمى (" padagal ") لروح المتوفى. وخلال مدة عام بعد الموت يرتدي المشيعون ملابس سوداء أو يرتدون دبوسًا أسودًا كذكرى خلال حياتهم اليومية. بعد بابانغ لوكسا ، قد يعود المشيعون مرة أخرى إلى لباسهم الطبيعي حسب ظروفهم، وقد يختار البعض ارتداء ملابسهم الحداد لفترات أطول.

### فيتنام
في فيتنام، تسمى الذكرى السنوية للموت giỗ . إنها مناسبة احتفالية، حيث يجتمع أفراد الأسرة الممتدة معًا. تقضي أفراد الأسرة من الإناث تقليديًا يومًا كاملًا في طهي مأدبة معيّنة تكريما للفرد المتوفى، والذي يستمتع بها جميع أفراد العائلة. بالإضافة إلى ذلك، تُحرق عصي البخور تكريما لذكرى الشخص المتوفى، ومن غير المعتاد أن تحتفل الأسرة بالعديد من giỗ بالسنة، ويعد الاحتفال بمثابة وقت للم شمل الأسر، تمامًا مثل الاحتفال بالسنة الفيتنامية الجديدة التي تسمى «تيت». وتقع الطقوس على عاتق من يرث ممتلكات الأجداد، وعادة ما يكون أكبر رجل من سلالة المتوفى.

## روابط خارجية
- مقال عن تقليد ذكرى وفاة الفيتناميين